# Диканське ЛВУМГ
49°50′24″ пн. ш. 34°33′00″ сх. д. / 49.840021° пн. ш. 34.54996° сх. д.
Диканське лінійне виробниче управління магістральних газопроводів — структурний підрозділ Управління магістральних газопроводів «Київтрансгаз», створене в 1961 році.
Складається із чотирьох проммайданчиків: КС «Диканька», КС «Решетилівка», КС «Зіньків», ПСГ «Солоха» (підземне сховище газу).
Це найбільше підприємство в Диканському районі та є містоутворюючим для смт Диканька. За час свого існування із 1961 року,— споруджено більшість багатоповерхових житлових будинків у селищі та збудовано новий житловий масив «Солоха» (п'ятиповерхові будівлі, школа, дитячий садок, котельні) для потреб працівників управління.